# Programátorský nástroj
Programátorský nástroj nebo také vývojářský nástroj je označení pro počítačový program používaný vývojářem softwaru v různých fázích programování. Škála vývojářských nástrojů je poměrně široká, jedná se mimo jiné o:
- nástroje pro vytváření a úpravu zdrojového kódu: textové editory
- nástroje pro překlad z programovacího jazyka do bajtkódu nebo strojového kódu: překladače, linkery
- nástroje sloužící pro testování softwaru
- nástroje pro hledání programátorských chyb: debuggery, nástroje pro statickou analýzu kódu
- nástroje pro sledování chyb
- nástroje pro verzování
- nástroje pro datové modelování, a obecněji CASE nástroje pro programování asistované počítačem
- generátory dokumentace
- nástroje pro profilování
- nástroje pomáhající udržet jednotný styl zápisu programu

Kromě samostatných nástrojů pro jednotlivé účely se používají i integrovaná vývojová prostředí, v kterých bývají mnohé z nástrojů zabudované a navzájem propojené.